# Ermocrate (dialogo)
Ermocrate (in greco antico: Ἑρμοκράτης?) è un ipotetico dialogo platonico, ritenuto l'ultima parte della tarda trilogia dopo Timeo e Crizia. 

## Contenuto
Dal momento che Platone non aveva completato il Crizia per motivi sconosciuti, si ritiene generalmente che non abbia mai iniziato a scrivere l'Ermocrate. In ogni caso, vi sarebbero apparsi gli stessi protagonisti dei dialoghi precedenti, Timeo, Crizia, Ermocrate e Socrate; il quarto compagno di cui all'inizio del Timeo avrebbe peraltro svelato la sua identità. 
Ermocrate aveva avuto solo una piccola parte nei dialoghi precedenti. Dal momento che il Crizia raccontava la storia dello stato ideale nell'antica Atene di novemila anni addietro - e del perché era stata in grado di respingere l'invasione da parte del potere navale imperialista di Atlantide - facendo riferimento alle fonti preistoriche da Solone agli Egizi. 
Nel Crizia si accenna poi al ruolo che avrebbe avuto in seguito Ermocrate:
ERMOCRATE: Ebbene, o Socrate, tu mi dai lo stesso avvertimento che dai a costui. Ed effettivamente uomini privi di coraggio non innalzarono mai un trofeo, o Crizia: bisogna dunque andare avanti coraggiosamente nel discorso, e, rivolta l'invocazione a Peone e alle Muse, proclamare e celebrare le virtù degli antichi [vostri] cittadini.
CRIZIA: Amico Ermocrate, tu vieni dopo e ce n'è un altro prima, ecco perché tu sei ancora pieno di coraggio. Ad ogni modo quanto sia difficile il tuo compito, esso stesso fra non molto te lo dimostrerà [...]»
(Il Crizia 108 B-C-D)
Si è ipotizzato che il compito di Ermocrate avrebbe potuto consistere nel raccontare perché la potenza navale imperialista dell'Atene dei tempi di Platone aveva subito un'amara sconfitta nella spedizione siciliana contro Siracusa e, infine, nella guerra del Peloponneso contro Sparta - visto che era uno stratega siracusano all'epoca della spedizione ateniese in Sicilia.
Alcuni studiosi, come Ronald H. Fritze, hanno ipotizzato invece che a Ermocrate sarebbe stato affidato il compito di ultimare la descrizione di Atlantide; la catastrofe che la fece inabissare e il ricominciare della civiltà umana; altri, come Diskin Clay, sostengono che Platone si sarebbe basato sui discorsi ermocratei presenti in Tucidide per completare il terzo dialogo. Altri, come Brisson e Findlay, sostengono che il dialogo ermocrateo sarebbe stato una rivisitazione sociale del terzo libro delle Leggi platoniche.